# Pico do Miradouro
O Pico do Miradouro é uma elevação portuguesa localizada na freguesia açoriana de Santa Bárbara, concelho de Angra do Heroísmo, ilha Terceira, arquipélago dos Açores.
Este acidente montanhoso encontra-se geograficamente localizado na parte Oeste da ilha Terceira. Eleva-se a 180 metros de altitude acima do nível do mar e encontra-se intimamente relacionado com a formação geológica dos contrafortes do vulcão da Serra de Santa Bárbara do qual faz parte, fazendo com esta montanha parte da maior formação geológica da ilha Terceira que se eleva a 1021 metros acima do nível do mar e faz parte do conjunto montanhoso denominado como Serra de Santa Bárbara.
Do cimo desta elevação e apesar da sua baixa altitude é possível ver uma bela paisagem sobre as pastagens de parte do Oeste da ilha Terceira e sobre uma vasta zona costeira de altas falésias.